# Martin McAleese

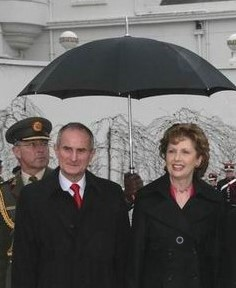
Martin McAleese mit seiner Ehefrau

Martin McAleese (irisch Máirtín Mac Giolla Íosa; * 24. März 1951 in Belfast, Nordirland) ist ein irischer Politiker, Zahnarzt, Buchhalter und Ehemann der ehemaligen irischen Präsidentin Mary McAleese. Als solcher war er vom 11. November 1997 bis zum 10. November 2011 zudem First Gentleman Irlands. Seit August 2011 ist er als Kanzler an der Dublin City University tätig. Er diente von 2011 bis 2013 als Senator, nachdem er vom Taoiseach nominiert wurde.

## Leben und Wirken
McAleese wurde 1951 in Belfast geboren. Er wurde an der St Mary’s Christian Brothers’ Grammar School in Belfast ausgebildet. Anschließend studierte er an der Queen’s University Belfast und erwarb einen Bachelor of Science mit Auszeichnung im Fach Physik. Nach seinem Abschluss zog er 1972 nach Dublin und machte dort eine Ausbildung zum Buchhalter bei der Wirtschaftsprüfungsgesellschaft Stokes, Kennedy, Crowley. Später arbeitete er als Finanzcontroller für eine Tochtergesellschaft von Aer Lingus. Martin McAleese heiratete Mary Leneghan im Jahr 1976. Das Paar wohnte für kurze Zeit in Scholarstown, Dublin, bekam drei Kinder namens Emma, SaraMai und Justin und lebte dann für fast zwölf Jahre in der Nähe von Ratoath, County Meath. 1980 begann er am Trinity College in Dublin Zahnmedizin zu studieren, danach zog er mit seiner Familie zurück nach Nordirland, wo er als Zahnarzt in Crossmaglen und Bessbrook, County Armagh tätig war.